# Confédération des travailleurs intellectuels
La Confédération des travailleurs intellectuels (CTI) est une organisation syndicale des travailleurs intellectuels fondée en mars 1920. Elle eut une activité importante pour faire connaître et reconnaître les problèmes des travailleurs intellectuels pendant l'Entre-deux-guerres.  
Au plus fort de son expansion en 1923, elle donne naissance à la Confédération Internationale des Travailleurs Intellectuels (CITI).  
Suzanne Grinberg est la première femme admise à la direction comme secrétaire dans les années trente. 
Après 1945, son activité est plus discrète, mais elle continue son existence. 

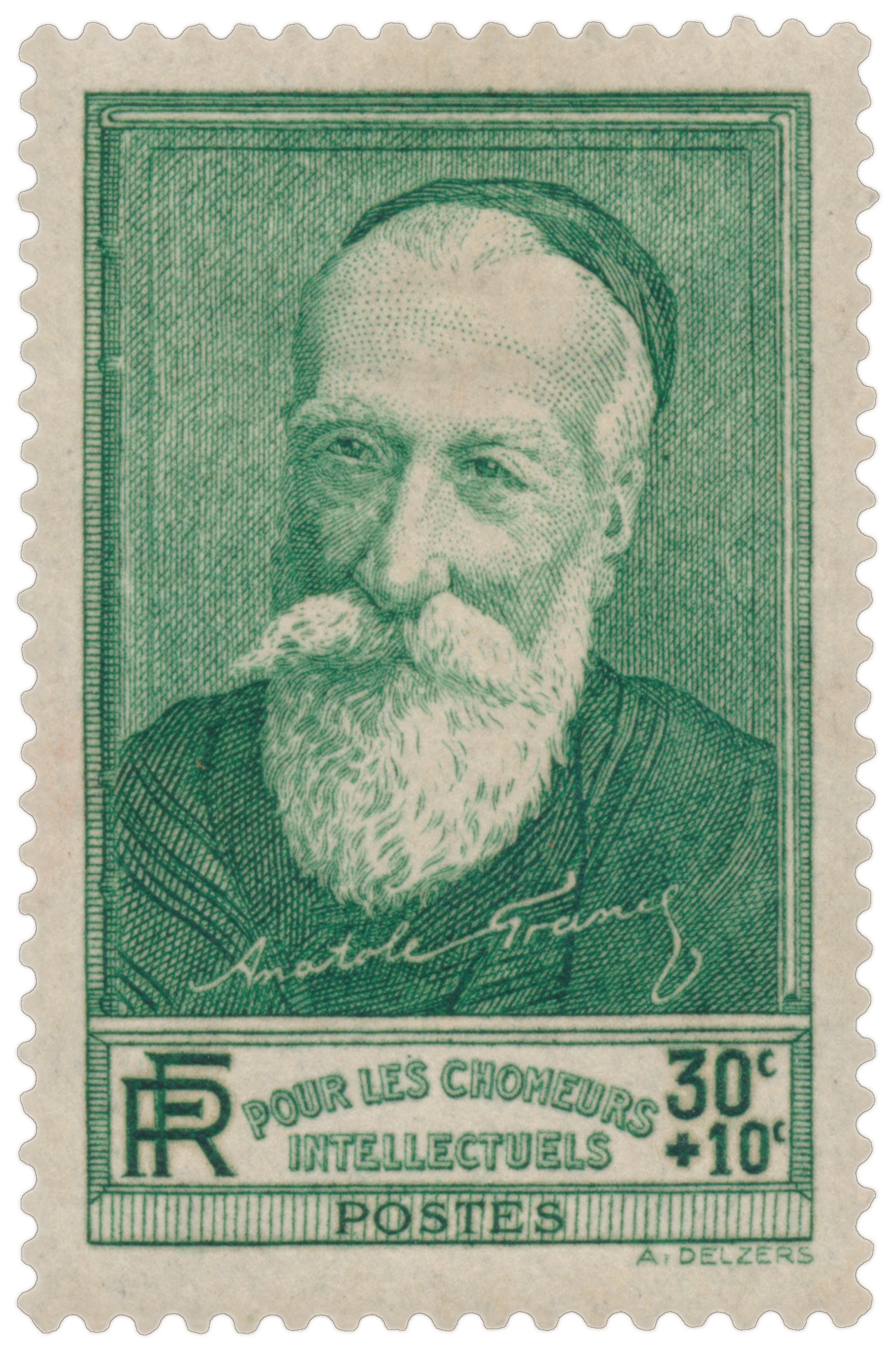
Anatole France sur un timbre de 1937 au profit des travailleurs et artistes en difficulté.

La Confédération est à l'origine d'une initiative qui, de 1935 à 1940, surtaxe une série de 22 timbres au profit des travailleurs intellectuels et des artistes en difficulté.

## Membres notables
- Suzanne Grinberg (1888-1972), avocate, qui en fut secrétaire ;
- Édouard Herriot (1872-1957), président d'honneur (1920) ;
- Adolphe Dervaux (1871-1945), architecte[3] ;
- Émile Borel (1871-1956), mathématicien, qui en fut président en 1923-1924 ;
- André Sainte-Laguë (1882-1950), mathématicien, qui en fut président dès 1929.